# Котлярі (Харківський район)
Котлярі (до 1958 і в 2016—2025 — Котляри; в 1950—2016 — Комунар) — село в Україні, у Харківському районі Харківської області. Населення становить 2086 осіб. Входить до складу Безлюдівської громади.

## Географія
Село Котлярі розташоване біля кордону міста Харкова в районі Харківського аеропорту. Примикає до села Мовчани. Поблизу села лежить невелике озеро Аеропорт. Поруч проходить автомобільна дорога Р78 (М03, E40) — продовження проспекту Гагаріна.

## Історія
- 1863 — дата першої згадки Котлярових хуторів[1].
- Після 1930 року до складу села Котляри приєднали давніший хутір Войтенків (Драгомирів)[1].
- 1958 — перейменоване на село Комунар.[2]
- 2016 — повернуто історичну назву Котляри[3].
- 2025 — уточнено назву на Котлярі відповідно до українського правопису.[4]

## Населення

### Мова
Розподіл населення за рідною мовою за даними перепису 2001 року:
| Мова            | Кількість | Відсоток |
| --------------- | --------- | -------- |
| українська      | 1093      | 52.40 %  |
| російська       | 981       | 47.02 %  |
| вірменська      | 10        | 0.48 %   |
| білоруська      | 1         | 0.04 %   |
| інші/не вказали | 1         | 0.04 %   |
| Усього          | 2086      | 100 %    |

## Інфраструктура
Останнім часом в селі з'явився дільничний пункт міліції, а в сільській амбулаторії відкрилася аптека.
Є храм свв. Анатоліїв Печерських.

## Промисловість
- Безлюдівський м'ясокомбінат;
- ПП «Олексіївський комбінат продтоварів» (ТМ «Ласочка») — виробник приправ і харчових концентратів.[7]

## Екологія
Каналізаційні стоки потрапляють до місцевого ставка.

## Цікаві факти
У 2012 році Комунарська сільська рада подала до суду на жительку с. Комунар Тамару Арзуманову, яка постійними зверненнями до різних інстанцій щодо порушень у селі, паралізувала роботу сільської ради. Навесні 2013 року суд відхилив позов сільської ради.